# Contentfilter

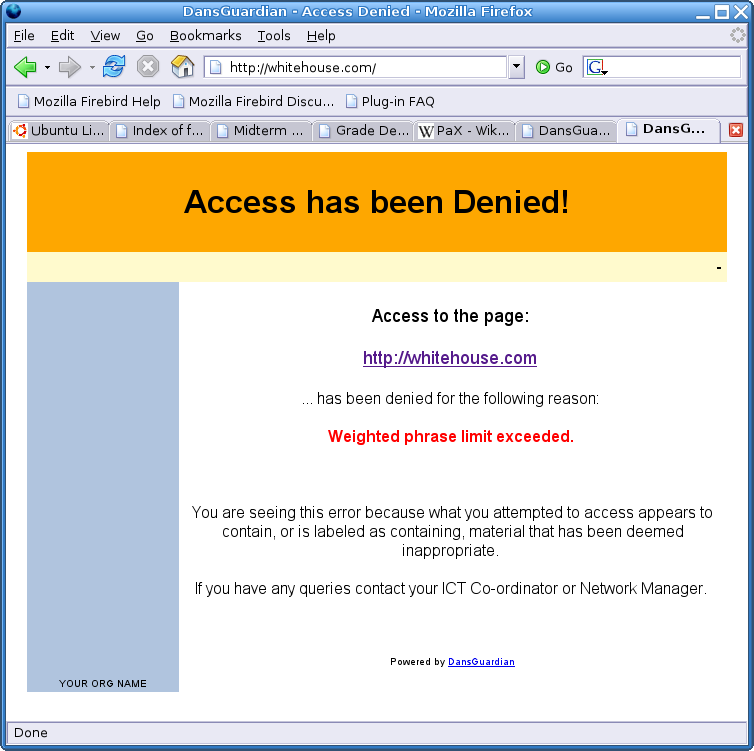
Der Zugang zur Webseite whitehouse.com, blockiert durch ein Contentfilterprogramm (DansGuardian)

Ein Contentfilter (von englisch content „Inhalt“) ist ein Programm, welches zur Filterung bestimmter unerwünschter Inhalte (z. B. Daten, Bilder, Audiodateien, …) eingesetzt wird, bevor diese von einem Netzwerk in ein anderes Netzwerk gelangen können.
Deswegen befindet sich ein Contentfilter meistens an der Schnittstelle zum Eingang des Netzwerkes und kontrolliert die in das Netzwerk kommenden Daten, bevor diese in den für die Nutzern zugänglichen Netzwerkteil gelangen können.
Diese Contentfilter werden oft von Unternehmen, Regierungen und Organisationen eingesetzt, um bestimmte Inhalte nach Merkmalen und Eigenschaften zu erkennen. Damit diese erkannten Inhalte geblockt und aus dem eigenen Netzwerk ausgeschlossen werden können. Ziel ist es die Nutzer und Nutzerinnen eines Netzwerks vor gefährlichen (z. B. Terrorismus-Propaganda) und illegalen Inhalten (z. B. Urheberrechtsverletzungen) zu schützen. Auch kann die Produktivität von Nutzern (z. B. weniger Ablenkung) verbessert oder die technische Sicherheit eines Netzwerks erhöht werden (z. B. gegen Wirtschaftsspionage).
Ein Beispiel für den Einsatz von Contentfiltern durch Regierungen ist das Sperren von illegalen, anstößigen oder jugendgefährdenden Websites.

## Eigenschaften und Funktionen
Ein detailliert einstellbarer Filter erleichtert die Kontrolle über die betrachteten Inhalte. Zum Teil unbemerkt für den Anwender blockiert oder filtert dieses System beispielsweise Webseiten oder E-Mails hinsichtlich einzelner Wörter, typischer Phrasen, Bilder oder Links. Content-Filter sind Bestandteil der BSI-Empfehlungen für den Betrieb sicherer Mailserver.
Meist werden diese Bereiche mittels einer Kategorisierung konfiguriert. Dabei werden Listen (Datenbanken) benutzt, so die ablehnende Schwarze Liste oder eine Whitelist, die den Zugriff trotzdem gestattet. Typische Beispiele für vordefinierte Kategorien sind Pornografie oder Rechtsextremismus.

### Einfache Content-Filter
Einfache Filter überprüfen Inhalte bloß anhand bestimmter Auswahlkriterien. Nachteilig ist bei Einsatz von sehr einfachen Filtern, dass jede Seite, die bestimmte „reguläre Ausdrücke“ enthält, gesperrt wird. Dabei können auch Seiten gesperrt werden, die gesperrte Wörter in einem anderen Kontext nutzen. Wenn beispielsweise das Wort „Sex“ in jeder Form gesperrt ist, wird nicht nur allgemein jede Seite, die dieses Wort – auch in unverfänglichem Zusammenhang – verwendet, sondern unter Umständen auch die Seite der Ortschaft Sexten oder die Wikipedia-Einträge Rechtsextremismus und Zufallsexperimente gefiltert. Dies wird auch als Scunthorpe-Problem bezeichnet.
Eine andere einfache Methode ist das Sperren bestimmter Ports oder Netzwerkprotokolle.

### Intelligente Content-Filter
Um Nachteile einfacher Methoden zu umgehen, arbeiten intelligente Filter mit Gewichtungen und weisen eine Seite erst dann zurück, wenn eine bestimmte Relevanz überschritten wird. Daneben verwenden sie auch heuristische Verfahren und bei E-Mails Greylists.
Ein intelligenter Content-Filter ist im Gegensatz zu einem URL-Filter mit hoher Trefferwahrscheinlichkeit in der Lage, Webseiten oder E-Mails korrekt zu beurteilen. Ebenfalls können für gut befundene URLs eine bestimmte Zeit lang zwischengespeichert werden, um das zeitraubende Prüfen bei wiederholter Anforderung zu vermeiden.

## Einschränkungen
Einfache Filter können nur URLs, Texte und Bilder, die nach bestimmten Standards klassifiziert sind, prüfen. Texte, die in Bildform dargestellt werden, können nur geprüft werden, wenn der Filter gleichzeitig eine Unterstützung für OCR-Texterkennung hat. Natürlich ist es auch nur begrenzt möglich, „Blacklists“ aller unerwünschten Seiten zu führen.
Fortschrittliche Systeme kombinieren ebenfalls ein Antivirenprogramm mit dem Content-Filter, um auch hierüber eingeschleuste Schadsoftware, die beispielsweise über Scripte oder Bilder auf den Client gelangen will, zu erkennen.
Gemäß Stand des Jahres 2014 werden Content-Filter oft als gesonderte Dienstleistung kostenpflichtig angeboten; die Dienstleister übernehmen die Aktualisierung der Filterlisten und die intelligente Filterung nach konfigurierbaren Kriterien. Pro Jahr und Internet-Benutzer fallen erhebliche Kosten an.